# Чайц-Оттевиг
Чайц-Оттевиг (нем. Zschaitz-Ottewig) — упразднённая община в Германии, в земле Саксония. Подчиняется административному округу Кемниц. Входит в состав района Средняя Саксония. Подчиняется управлению Острау. Население составляет 1361 человек (на 31 декабря 2010 года). Занимает площадь 18,22 км².
Община подразделяется на 12 сельских округов.

## Население
| Год  | Численность | Численность |
| ---- | ----------- | ----------- |
| 2017 | 1316        | [ 1 ]       |
| 2019 | 1311        | [ 3 ]       |
| 2021 | 1313        | [ 4 ]       |
| 2022 | 1298        | [ 2 ]       |